# 国鉄60形蒸気機関車

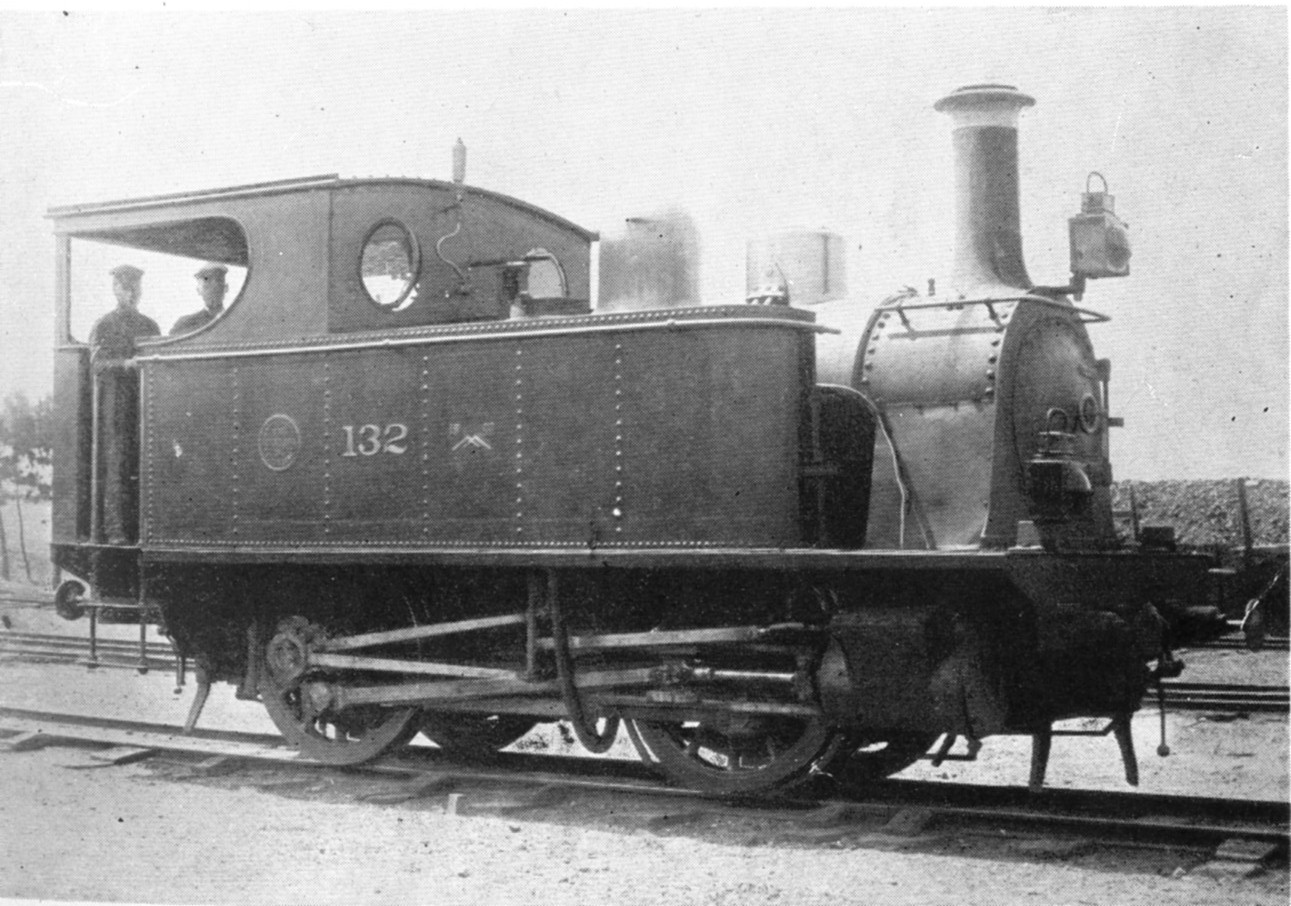
山陽鉄道132（後の鉄道院63）

60形は、かつて日本国有鉄道の前身である鉄道院に在籍したタンク式蒸気機関車である。もとは、1889年（明治22年）から1901年（明治34年）にかけて、讃岐鉄道が当時のプロイセン王国（現在のドイツ）のホーエンツォレルン機関車から計7両を輸入したもので、1904年（明治37年）の山陽鉄道への事業譲渡・編入を経て、1906年（明治39年）鉄道国有法による買収により国有鉄道籍を得たものである。

## 概要

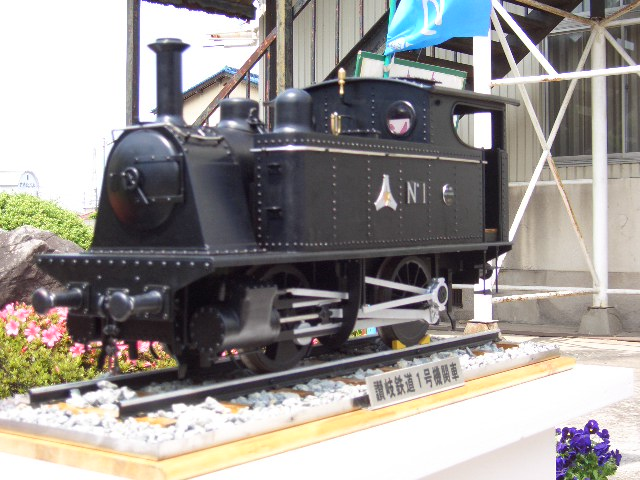
JR四国多度津工場所蔵の模型（2009年5月の公開イベント時に撮影）

本形式は、讃岐鉄道が開業用に発注した、車軸配置0-4-0(B)、2気筒単式、飽和式のタンク機関車である。讃岐鉄道での形式称号はA1形と称した。本形式は3次にわたって発注されたが、その状況は次のとおりである。
- 1889年（明治22年） - 3両 - 1 - 3 - 製造番号483, 484, 490
- 1894年（明治27年） - 1両 - 4 - 製造番号765
- 1901年（明治34年） - 3両 - 11 - 13 - 製造番号1480 - 1482

発注年度毎に細部に相違があり、煙突のキャップの形状や有無、安全弁の取付方法に差異がみられる。諸元的には、同時期に九州鉄道が発注した機関車（後の鉄道院45形）に類似するが、45形がサイドタンクとウェルタンクの両方を持っていたのに対して、本形式はサイドタンクのみである。サイドタンクはシリンダの後部から運転室まで及ぶ大きなもので、動輪直径が大きいこともあって、腰高な印象である。ドイツにおいて、このクラスの機関車は主に工場内や駅構内での入換用で、このような機関車を一度に3両も発注するのはどんなに大きな会社であろうかと、メーカーの営業がさらなる売込みに讃岐鉄道を訪れたところ、小さな地方鉄道であったので、非常にびっくりしたというエピソードが残っている。
1904年の山陽鉄道への営業譲渡後は、同社の形式29（129 - 135）に改められ、国有化後の1909年（明治42年）に制定された鉄道院の車両称号規程では、60形（60 - 66）となった。国有化後は本州に渡り、1923年（大正12年）3月時点の配置は、60，61は鷹取工場、62は福知山機関庫、63は王寺機関庫で休車、64 - 66は神戸機関庫で和田岬線用になっていた。
使用成績は非常に良かったようで、長命を保った。2両（62, 65）が太平洋戦争後まで残存し、廃車は、62が1948年（昭和23年。最終配置は吹田工場）、65が1950年（昭和25年。最終配置は奈良機関区）であった。65は、1965年頃まで吹田教習所を経て鷹取工場に保管されていたが、結局解体された。

## 譲渡
本形式は、2社へ譲渡されている。

### 新京阪鉄道
1927年（昭和2年）、新京阪鉄道に2両（60, 61）が払い下げられ、新京阪線の建設工事と千里山からの土砂運搬、夜間の保線用工事列車の牽引に用いられた。標準軌（1,435mm）への改造は正雀車庫で実施されている。一時は桂車庫にも留置されていたが、1938年（昭和13年）に廃車解体された。

### 八幡製鐵所
1928年（昭和3年）、3両（63, 64, 66）が八幡製鉄所に払い下げられ、221 - 223に改称されている。そのうちの221と223は一時的に日鉄鉱業北松鉱業所に貸し出されたが、返還後間もない1951年（昭和26年）に大改造され、帳簿上は同番号であるものの、全く別物の機関車になってしまった。これらが廃車されたのは、1963年（昭和38年）および1964年（昭和39年）のことであった。

## 主要諸元
- 全長 : 6,699mm
- 全高 : 3,299mm
- 全幅 : 2,264mm
- 軌間 : 1,067mm
- 車軸配置 : 0-4-0(B)
- 動輪直径 : 1,190mm
- 弁装置 : アラン式

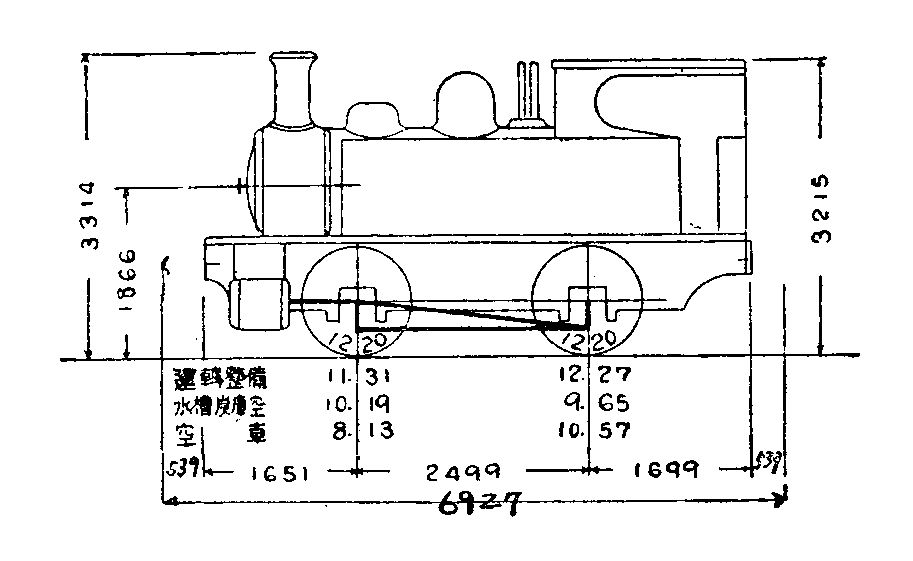
形式図

- シリンダー（直径×行程） : 300mm×500mm
- ボイラー圧力 : 9.8kg/cm2
- 火格子面積 : 0.88m2
- 全伝熱面積 : 38.6m2
  - 煙管蒸発伝熱面積 : 34.6m2
  - 火室蒸発伝熱面積 : 4.0m2
- ボイラー水容量 : 1.5m3
- 小煙管（直径×長サ×数） : 45mm×2,127mm×116本
- 機関車運転整備重量 : 23.58t
- 機関車空車重量 : 18.70t
- 機関車動輪上重量（運転整備時） : 23.58t
- 機関車動輪軸重（最大・第2動輪上） : 12.27t
- 水タンク容量 : 3.3m3
- 燃料積載量 : 0.91t
- 機関車性能
  - シリンダ引張力（0.85P）: 3,210kg
- ブレーキ装置 : 手ブレーキ、蒸気ブレーキ（後付け）